# Pano Arodes
Pano Arodes (gr. Πάνω Αρόδες) – wieś w Republice Cypryjskiej, w dystrykcie Pafos. W 2011 roku liczyła 135 mieszkańców.
Pano Arodes jest zamieszkane przez Greków, a sąsiednie Kato Arodes zamieszkiwali cypryjscy Turcy.